# Mannes School of Music
La Mannes School of Music [ˈmænᵻs] è un conservatorio musicale presso The New School, un'università di ricerca privata a New York. Nell'autunno del 2015 la Mannes si trasferì dalla sua posizione precedente nell'Upper West Side di Manhattan per unirsi al resto del campus della New School ad Arnhold Hall al 55 W. 13th Street.

## Storia
Originariamente chiamata The David Mannes Music School, fu fondata nel 1916 da David Mannes, primo violino della New York Symphony Orchestra e da sua moglie Clara Damrosch, sorella di Walter Damrosch, poi direttore di quell'orchestra e Frank Damrosch. Le famiglie Damrosch e Mannes erano forse le famiglie musicali più importanti in America a quel tempo, con David Mannes che emergeva come uno dei primi concertisti di violino americani a raggiungere una posizione significativa. David Mannes era il direttore della Third Street Music School Settlement e fondatore della Colored Music Settlement School, tutti prima di fondare la Mannes School.
La scuola era originariamente domiciliata sulla East 70th Street (in seguito occupata dalla Dalcroze School), un campus più grande fu creato su tre edifici in arenaria scura sulla East 74th Street, nell'Upper East Side di Manhattan. Dopo il 1938 la scuola era conosciuta come la Mannes Music School, in riconoscimento del più ampio corso di studi che ampliò la scuola ben oltre quella di una scuola di musica comunitaria, incluso il Diploma di artista triennale. Quando Clara morì nel 1948, il loro figlio Leopold Mannes divenne presidente, portando alla scuola in dotazione la sua fortuna proveniente dalla co-invenzione dei film in Kodachrome. Nel 1953 la scuola iniziò a offrire un bachelor of science (laurea in scienze) e cambiò nome in Mannes College of Music. Nel 1960 si fonde con la Chatham Square Music School. Nel 1984 la scuola si trasferì in quartieri più grandi sulla West 85th Street. Nel 1989 Mannes entrò a far parte della New School, le cui cinque scuole includono la Parsons School of Design, l'Eugene Lang College e la School of Drama. Nel 2005 l'amministrazione della New School cambiò il nome in Mannes College: the New School for Music. Nel 2015 l'università la ribattezzò Mannes School of Music e la trasferì ad Arnhold Hall nel West Village.
Ora fa parte del College of Performing Arts presso The New School, che comprende anche la School of Drama e la School of Jazz and Contemporary Music. Il College of Performing Arts, incluso Mannes Prep, ha un totale di 1.450 studenti. Gli studenti di una qualsiasi delle tre scuole del College of Performing Arts possono seguire corsi nelle tre scuole (Drama, Jazz, Mannes), indipendentemente dalla scuola in cui sono direttamente iscritti, ampliando le opportunità di studio autonomo.

## Gli accademici
Due divisioni accademiche costituiscono il conservatorio:
- College: la spina dorsale accademica della scuola, che conferisce diplomi, lauree di primo livello e dottorati

- Preparatorio: formazione pre-universitaria per bambini e adolescenti

Il programma Techniques of Music è la base per lo studio musicale accademico nelle due divisioni alla Mannes, che comprende tutta la gamma di lezioni, da quelle elementari alle avanzate, di teoria musicale, abilità uditive e di analisi.
La teoria musicale è stata insegnata alla Mannes sin dal suo inizio, con David Mannes che assumeva figure importanti come Ernest Bloch e Rosario Scalero per insegnare teoria e composizione. Nel 1931 fu assunto Hans Weisse, uno dei principali studenti di Heinrich Schenker. Nel corso dei nove anni successivi, Weisse promosse non solo lo studio dell'analisi schenkeriana, ma la sua incorporazione nella vita musicale della scuola, comprese l'esecuzione e la composizione. Per il suo rapporto con la scuola, il saggio di Schenker Five Graphic Music Analyzes (Fünf Urlinie-Tafeln) fu pubblicato congiuntamente dal suo editore regolare, la Universal Edition e La David Mannes School nel 1932.
Nel 1940 Weisse morì inaspettatamente e fu sostituito da Felix Salzer. Salzer, anch'egli studente di Schenker, si basò sulle fondamenta di Weisse riorganizzando il programma di teoria nel dipartimento Tecniche della musica. La filosofia alla base di questa mossa era ed è quella di integrare la musicalità, la teoria e lo spettacolo, che si basava sul concetto di Schenker del ruolo della teoria nella musica tonale. Il principale studente di Salzer, Carl Schachter, così come i suoi studenti, hanno continuato e rafforzato il dipartimento.
Oggi il programma della Mannes si sta rapidamente evolvendo e si sta espandendo sia nello studio dello spettacolo che della teoria. Mannes rivide il suo curriculum per includere l'incorporazione di lezioni di tecnologia musicale, gruppi di improvvisazione, insegnamento dell'insegnamento artistico, giornalismo artistico, composizione di musica per film, imprenditoria creativa  e altro ancora, il tutto legato a un nuovo impegno per la musica contemporanea ben oltre l'approccio tonale di Schenker . I Mannes di oggi includono un numero sempre crescente di programmi in collaborazione con il conservatorio affiliato, School of Jazz.